# Jogi asszisztens
A jogi asszisztens felsőfokú szakképesítéssel végezhető foglalkozás. A jogi asszisztens bírósági, ügyészségi, közigazgatási, közjegyzői, földhivatali és egyéb területek iratkezelési, ügyintézési, ügyviteli és informatikai feladatait látja el, segítve ezzel a jogászok munkáját.
"A jogi asszisztensek olyan, jogi végzettséggel nem rendelkező szakemberek, akik a jogász helyett bizonyos jogi jellegű feladatokat látnak el. Célszerűségi szempontok indokolják az alkalmazásukat: a jogász helyett az asszisztensek is el tudnak végezni bizonyos tevékenységeket, egyrészt megkönnyítik ezzel a jogász munkáját, másrészt ily módon olcsóbbá és hatékonyabbá tehető az ügymenet."

## Története Magyarországon
Az 1993. évi felsőoktatási törvény módosításáról szóló 1996. évi LXI. törvény a felsőfokú képzés szintjeinek a rendezésével megteremtette a jogi keretet ahhoz, hogy a Magyarországon korábban ismeretlen képzési szintet, a felsőfokú szakképzést a felsőoktatási intézmények szakmai felelősségével lehessen csak megalapítani és működtetni.

## Feladatai
- bírósági alkalmazásban bírák tehermentesítése az ítélkező munkán kívüli tevékenység alól;
- ügyészségi alkalmazásban az ügyintézői és ügykezelői feladatok ellátása;
- ügyvédi irodákban titkársági alkalmazottként jogi előkészítő munka végzése;
- közigazgatási szakterületen az önkormányzati igazgatásban, illetve az államigazgatás egyes területein ügyviteli (iratkezelési és ügyintézési) feladatok ellátása;
- közjegyzői alkalmazásban mindazon feladatok ellátása, amelyekhez közjegyző jelenlétét jogszabály nem írja elő;
- földhivatali alkalmazásban ingatlan-nyilvántartási feladatok ellátása;
- a versenyszféra különböző területeihez kapcsolódó feladatok végzése;
- egyéb speciális jogi szakismeretet igénylő munkakörökben a jogi szakmunka szakszerű előkészítése.

## Jellemző munkakörök
- Jogi asszisztens igazságszolgáltatásban
- Jogi asszisztens igazságszolgáltatáson kívül
- Jogi titkár

## Jogi asszisztensek külföldön
"Az Európai Unióban és az USA-ban már régóta honos felsőfokú szakképzést alapvetően kettős feladat hívta életre. Az érettségi utáni rövid, négy féléves képzés az elmélet és a gyakorlat körülbelül 60:40%-os arányával egyrészt a felsőoktatásba biztosít azonnali vagy későbbi belépési lehetőséget, másrészt gyakorlati jellege következtében a technikai-tartalmi változásokra rugalmasan reagáló szakalkalmazotti feladatok ellátására képesít."